# Te Deum (Шарпантье)
Te Deum —  мотет для группы солистов, хора и инструментального сопровождения французского композитора Марка-Антуана Шарпантье (H. 146). Тональность — ре мажор. Отличается значительными масштабами (продолжительность в аудиозаписи от 20 до 28 минут).
Шарпантье написал шесть произведений на текст гимна Te Deum, из которых сохранились четыре (H.145, H.146, H.147, H.148). «Te Deum» H. 146 Был создан не ранее 1688 года, когда Шарпантье занимал должность музыкального руководителя иезуитской Церкви Сен-Луи, одной из главных церквей Парижа того времени. По другой версии, поводом для создания «Te Deum» H. 146 послужила Битва при Стенкерке (в августе 1692 года), результаты которой французы расценивали как победу.
Забытое к XX веку произведение было вновь открыто музыковедом Карлом де Нисом в 1953 году.

## Структура
Композиция состоит из следующих частей:
- Prelude (Marche en rondeau)[2]

- Te Deum laudamus (bass solo)
- Te aeternum Patrem (chorus and SSAT solo)
- Pleni sunt caeli et terra (chorus)
- Te per orbem terrarum (trio, ATB)
- Tu devicto mortis aculeo (chorus, bass solo)
- Te ergo quaesumus (soprano solo)
- Aeterna fac cum sanctis tuis (chorus)
- Dignare, Domine (duo, SB)
- Fiat misericordia tua (trio, SSB)
- In te, Domine, speravi (chorus with ATB trio)

## В культуре
В 1954 году инструментальная прелюдия Marche en rondeau была выбрана в качестве музыкальной темы, предшествующей трансляциям Европейского вещательного союза. С тех пор прелюдия в аранжировке Гая Ламбера, исполненная оркестром под управлением Луиса Мартини, является наиболее известным произведением Шарпантье среди широкой публики. Она используется в качестве музыкальной заставки различных телепрограмм ЕВС, среди которых Новогодний концерт Венского филармонического оркестра, конкурс песни «Евровидение», общеевропейская телеигра «Игры без границ» и другие.
Прелюдия также была использована для вводной части фильмов Olympiad Бада Гринспена. Её фрагмент слышен во время коронации в фильме «Ричард III» (1995).